# لويك ميريل
لويك ميريل (بالفرنسية:Loïc Merel) هو رياضياتي فرنسي ولد في 13 أغسطس 1965. شملت أبحاثه المهمة الأشكال النمطية و نظرية الأعداد.
ولد في كاريي-بلوغر، بريتاني، أصبح تلميذا في المدرسة العليا للأساتذة. حصل على الدكتوراه من جامعة بيير وماري كوري تحت إشراف جوزيف ويسترلي في 1993. استلهم أطروحته حول الأشكال النمطية من عمل يوري مانين و باري مازور من 1970. حصل ميريل على عدة جوائز، من ضمنها جائزة جمعية الرياضيات الأوروبية (1996) و جائزة بلومنتال (1997) لتقدم البحث في الرياضيات البحثة.

## روابط خارجية
- موقع في جامعة باريس ديدرو
- لويك ميريل في مشروع إحصاء علماء الرياضيات